# Beacon 38
Pour les articles homonymes, voir Beacon.
Beacon 38 est un jeu vidéo de labyrinthe développé et édité par Mobius Digital, sorti en 2015 sur iOS et Android.

## Système de jeu
Le joueur contrôle un vaisseau d'exploration en vue de dessus. Celui-ci voyage dans un monde sombre et se repère à l'aide d'un sonar. Le joueur doit faire attention à maîtriser ses dépenses de carburant et se méfier de la faune et de la flore hostiles de cet univers influencé par l'art déco et l'auteur H.P. Lovecraft.

## Accueil
- Canard PC : 7/10[1]